# Список расследований «Фонда борьбы с коррупцией»
Данная статья представляет собой полный список антикоррупционных и общественно-политических расследований, проведённых Фондом борьбы с коррупцией, в том числе под брендом «Команды Навального». За 10 лет было выпущено 146 расследований, которые собрали 892 млн просмотров на Youtube.

## Список расследований ФБК
| №                                | Дата выхода           | Название расследования                                                                                      | Фигурант | Род занятий (на момент публикации расследования)                                                              | Найденное коррупционное имущество / предмет расследования                                                     | Стоимость, млн. руб. |
| -------------------------------- | --------------------- | --- | --- | --- | --- | -------------------- |
| 1                                | 12 февраля 2013 года  | Вопросы этики                                                                                               | Владимир Пехтин | Депутат Государственной думы                                                                                  | две квартиры в Майами, дом во Флориде                                                                         | 66                   |
| 2                                | 13 августа 2013 года  | Ещё одна дочка. Ещё одна квартира. Ещё один вопрос госслужащему Собянину                                    | Сергей Собянин | Мэр Москвы | квартира в Москве                                                                                             | 173                  |
| 3                                | 12 августа 2013 года  | Мне сверху видно всё, ты так и знай                                                                         | Сергей Шойгу | Министр обороны                                                                                               | участок с домом                                                                                               | 220                  |
| 4                                | 19 сентября 2013 года | Чемпион, он во всём чемпион                                                                                 | Вячеслав Фетисов | Член Совета Федерации                                                                                         | квартира площадью 1000 кв. метров в Москве                                                                    | 785                  |
| 5                                | 28 ноября 2013 года   | От дачного кооператива «Озеро» к дачному кооперативу «Сосны»                                                | Сергей Неверов | Секретарь Генерального совета партии «Единая Россия»                                                          | участок с домом под Москвой                                                                                   | 112                  |
| 5                                | 28 ноября 2013 года   | От дачного кооператива «Озеро» к дачному кооперативу «Сосны»                                                | Игорь Руденский | Депутат Государственной думы от «Единой России»                                                               | участок с домом под Москвой                                                                                   | 74                   |
| 5                                | 28 ноября 2013 года   | От дачного кооператива «Озеро» к дачному кооперативу «Сосны»                                                | Вячеслав Володин | Первый заместитель Руководителя Администрации президента                                                      | участок с домом под Москвой                                                                                   | 152                  |
| 5                                | 28 ноября 2013 года   | От дачного кооператива «Озеро» к дачному кооперативу «Сосны»                                                | Николай Ашлапов | Заместитель министра регионального развития (2008—2009)                                                       | участок с домом под Москвой                                                                                   | 178                  |
| 5                                | 28 ноября 2013 года   | От дачного кооператива «Озеро» к дачному кооперативу «Сосны»                                                | Сергей Приходько | Вице-премьер РФ                                                                                               | участок с домом под Москвой                                                                                   | 235                  |
| 6                                | 18 февраля 2014 года  | Сынулька Жириновского и его квартира в Дубае с семью туалетами (предупреждение всей пятой колонне)          | Игорь Лебедев | Депутат Государственной думы от ЛДПР                                                                          | квартира в Дубае                                                                                              | 86                   |
| 7                                | 26 сентября 2014 года | Ещё одна вилла Ротенбергов в Италии. Совместное расследование ФБК и «Новой газеты»                          | Аркадий Ротенберг | Предприниматель, друг детства Владимира Путина                                                                | 4 виллы, апартаменты, гостиница в Италии                                                                      |                      |
| 8                                | 16 октября 2014 года  | Сладкая парочка. Так выглядит незаконное обогащение                                                         | Татьяна Голикова | Председатель Счётной палаты                                                                                   | таунхаус + участок с домом                                                                                    | 78                   |
| 8                                | 16 октября 2014 года  | Сладкая парочка. Так выглядит незаконное обогащение                                                         | Виктор Христенко | Председатель Коллегии Евразийской экономической комиссии                                                      | таунхаус + участок с домом                                                                                    | 78                   |
| 9                                | 30 октября 2014 года  | Заплати пенсионные взносы — помоги ему купить квартиру за 240 миллионов рублей!                             | Антон Дроздов | Глава пенсионного фонда                                                                                       | 7-комнатная квартира                                                                                          | 240                  |
| 10                               | 9 декабря 2014 года   | Дню борьбы с коррупцией посвящается. Жена секретаря и её дом за миллиард                                    | Николай Патрушев | Секретарь Совета безопасности                                                                                 | усадьба в Серебряном Бору                                                                                     | 1100                 |
| 11                               | 20 февраля 2015 года  | Дачные миллионы депутата Милонова                                                                           | Виталий Милонов | Депутат Законодательного Собрания Санкт-Петербурга                                                            | имущество | 16,5                 |
| 12                               | 23 февраля 2015 года  | Петербургская диадема администрации президента                                                              | Юрий Носов | Начальник Департамента документооборота и контроля правления ОАО «Газпром»                                    | квартира | 95                   |
| 12                               | 23 февраля 2015 года  | Петербургская диадема администрации президента                                                              | Владимир Лещевский | | квартира | 67                   |
| 12                               | 23 февраля 2015 года  | Петербургская диадема администрации президента                                                              | Юрий Кожин | | квартира | 220                  |
| 12                               | 23 февраля 2015 года  | Петербургская диадема администрации президента                                                              | Владимир Якунин | Президент ОАО «РЖД»                                                                                           | квартира | 188                  |
| 13                               | 19 марта 2015 года    | Сын Сердюкова без проблем покупает имущество Минобороны, приватизированное папой                            | Анатолий Сердюков | Министр обороны (2007—2012)                                                                                   | земельный участок + 18-комнатный дом                                                                          | 247                  |
| 13                               | 19 марта 2015 года    | Сын Сердюкова без проблем покупает имущество Минобороны, приватизированное папой                            | Анатолий Сердюков | Министр обороны (2007—2012)                                                                                   | квартира + апартаменты                                                                                        | 65                   |
| 14                               | 25 мая 2015 года      | Глава РЖД и дом привратников (разоблачение общества потребления)                                            | Владимир Якунин | Президент «РЖД»                                                                                               | усадьба |                      |
| 15                               | 23 июля 2015 года     | Кто в замке живёт? ФБК доказывает: элитную лондонскую недвижимость вице-премьер Шувалов арендует сам у себя | Игорь Шувалов | Первый вице-премьер РФ                                                                                        | недвижимость в Великобритании                                                                                 | 688                  |
| 16                               | 2 августа 2015 года   | Часы чиновника-молодожёна Пескова стоят дороже вашей квартиры                                               | Дмитрий Песков | Пресс-секретарь президента России                                                                             | наручные часы                                                                                                 | 37                   |
| 17                               | 3 августа 2015 года   | Это всё тоже Навка подарила? Неполная коллекция часов Дмитрия Пескова                                       | Дмитрий Песков | Пресс-секретарь президента России                                                                             | коллекция наручных часов                                                                                      | 9,5                  |
| 18                               | 17 августа 2015 года  | Новые приключения молодожёна-чиновника: яхта Maltese Falcon за 26 млн рублей в неделю                       | Дмитрий Песков | Пресс-секретарь президента России                                                                             | аренда самой дорогой в мире яхты на неделю                                                                    | 26                   |
| 19                               | 27 августа 2015 года  | А разгадка одна: украденное Сердюковым переоформляли на соратника Путина                                    | Анатолий Сердюков | Министр обороны (2007—2012)                                                                                   | четыре земельных участка и дом                                                                                | 530                  |
| 20                               | 17 сентября 2015 года | Новенький дом пресс-секретаря Пескова. Скромно — 470 миллионов рублей                                       | Дмитрий Песков | Пресс-секретарь президента России                                                                             | дом | 1000                 |
| 21                               | 27 октября 2015 года  | Пагоды на Рублёвке                                                                                          | Сергей Шойгу | Министр обороны                                                                                               | дом + квартира                                                                                                | 1310                 |
| 22                               | 16 ноября 2015 года   | Запасные аэродромы в горячих точках планеты                                                                 | Наталья Тимакова | Пресс-секретарь премьер-министра Дмитрия Медведева                                                            | дом в Латвии                                                                                                  | 94,5                 |
| 23                               | 1 декабря 2015 года   | Чайка. Главное расследование-2015 от ФБК                                                                    | Юрий Чайка | Генеральный прокурор                                                                                          | дом в Швейцарии, дом и отель в Греции, 2 таунхауса                                                            | 1975                 |
| 24                               | 10 декабря 2015 года  | ФБК нашёл отель для нелегалов у жены скандального главы Чкаловского                                         | Николай Мартинович | Глава муниципального образования Чкаловское                                                                   | квартира и дом                                                                                                | 35                   |
| 25                               | 7 апреля 2016 года    | Штрихи к портрету гвардейца Путина: имущество на 663 млн рублей, дача Микояна и кинофильмы                  | Виктор Золотов | Главнокомандующий войсками национальной гвардии                                                               | имущество | 1000                 |
| 26                               | 26 мая 2016 года      | Вице-премьер правительства России купил себе Rolls-Royce Phantom. А вам — хорошего настроения!              | Игорь Шувалов | Первый вице-премьер РФ                                                                                        | автомобиль Rolls-Royce                                                                                        | 40                   |
| 27                               | 4 июня 2016 года      | Царь-квартира Игоря Шувалова стоит как 600 обычных квартир, над которыми он смеялся                         | Игорь Шувалов | Первый вице-премьер РФ                                                                                        | квартира | 600                  |
| 28                               | 14 июля 2016 года     | «Моей собаке некомфортно в бизнес-классе». Новое расследование и мини-фильм от ФБК                          | Игорь Шувалов | Первый вице-премьер РФ                                                                                        | ежегодные перелёты собак Шувалова                                                                             | 40                   |
| 29                               | 28 июля 2016 года     | К отставке Бельянинова: отряд ФБК облетел его дачу                                                          | Андрей Бельянинов | Глава Федеральной таможенной службы                                                                           | дом | 200                  |
| 30                               | 14 сентября 2016 года | Полёт над гнездом сумасшедшего губернатора                                                                  | Николай Меркушкин | Губернатор Самарской области                                                                                  | дома | 866                  |
| 31                               | 4 октября 2016 года   | Он повар Путина. Он тролль Путина. Он миллиардер.                                                           | Евгений Пригожин | Предприниматель, ресторатор, владелец кейтерингового бизнеса                                                  | дом и яхта | 945                  |
| 32                               | 15 сентября 2016 года | Там, за 6-метровым забором дачи Медведева                                                                   | Дмитрий Медведев | Премьер-министр РФ                                                                                            | усадьба | 20000                |
| 33                               | 2 ноября 2016 года    | Как обустроился в Москве Геннадий «Гангрена» Тимченко                                                       | Геннадий Тимченко | Предприниматель, друг детства Владимира Путина                                                                | резиденция на Воробьёвых горах                                                                                | 3500                 |
| 34                               | 21 декабря 2016 года  | Вопросы агитации. Возможно, эта квартира мэра в Майами будет неплохо агитировать за меня                    | Иван Карнилин | Мэр Нижнего Новгорода                                                                                         | 2 квартиры в Майами                                                                                           | 130                  |
| 35                               | 2 марта 2017 года     | Он вам не Димон                                                                                             | Дмитрий Медведев | Премьер-министр РФ                                                                                            | яхты, виноградники, резиденции                                                                                | 70000                |
| 36                               | 16 марта 2017 года    | Резиденция министра в Италии (и ваша квартплата)                                                            | Михаил Абызов | Министр по координации деятельности «Открытого правительства»                                                 | участок в Италии                                                                                              | 750                  |
| 37                               | 15 мая 2017 года      | Жора встал на вахту и громит путинских «патриотов»                                                          | Дмитрий Саблин | Депутат Государственной думы от «Единой России»                                                               | дом на Рублёвке                                                                                               | 370                  |
| 38                               | 17 августа 2017 года  | Золотой ребёнок бриллиантового папы                                                                         | Дмитрий Песков | Пресс-секретарь президента России                                                                             | автомобили Tesla и Range Rover                                                                                | 19                   |
| 39                               | 28 сентября 2017 года | Квартиры, дача и итальянская вилла Владимира Соловьёва                                                      | Владимир Соловьёв | Телеведущий                                                                                                   | 2 квартиры, дача и вилла в Италии                                                                             | 1412                 |
| 40                               | 21 декабря 2017 года  | Доказываем, что Песков — коррупционер. Квартира в Париже за 1,7 миллионов евро                              | Дмитрий Песков | Пресс-секретарь президента России                                                                             | квартира в Париже                                                                                             | 125                  |
| 41                               | 8 февраля 2018 года   | Яхты, олигархи, девочки: охотница на мужчин разоблачает взяточника                                          | Сергей Приходько | Вице-премьер РФ                                                                                               | квартиры | 480                  |
| 42                               | 8 марта 2018 года     | 8 марта. В знак солидарности выгоняем из Госдумы домогающегося депутата. Психопата. Коррупционера           | Леонид Слуцкий | Депутат Государственной думы от ЛДПР                                                                          | 2 автомобиля Bentley + дом + штрафы на 1,5 млн                                                                |                      |
| 43                               | 10 апреля 2018 года   | Госдача Тулеева, которую мы оплатим                                                                         | Аман Тулеев | Председатель Законодательного Собрания Кемеровской области, губернатор Кемеровской области (1997—2018)        | усадьба |                      |
| 44                               | 15 мая 2018 года      | Путинский пропагандист в Булонском лесу                                                                     | Арам Габрелянов | Журналист, издатель, медиаменеджер                                                                            | квартира во Франции                                                                                           | 85                   |
| 45                               | 18 июня 2018 года     | Пентхаус-взятка депутата Слуцкого                                                                           | Леонид Слуцкий | Депутат Государственной думы от ЛДПР                                                                          | пентхаус | 400                  |
| 46                               | 16 августа 2018 года  | Квартира мамы Вячеслава Володина. С той самой спортплощадкой                                                | Вячеслав Володин | Председатель Государственной думы                                                                             | квартира | 230                  |
| 47                               | 30 августа 2018 года  | Глава Пенсионного фонда. Миллиардер                                                                         | Антон Дроздов | Глава пенсионного фонда                                                                                       | имущество | 1000                 |
| 48                               | 6 ноября 2018 года    | Ракеты превращаются… превращаются ракеты… во французские шале!                                              | Сергей Приходько | Вице-премьер РФ                                                                                               | |                      |
| 49                               | 22 ноября 2018 года   | Путинский пропагандист — подданный королевы Британии                                                        | Сергей Брилёв | Телеведущий                                                                                                   | гражданство и недвижимость в Великобритании                                                                   |                      |
| 50                               | 25 декабря 2018 года  | Тайные богатства похитителя интернета                                                                       | Андрей Клишас | Сенатор Совета Федерации                                                                                      | коллекция наручных часов                                                                                      | 163                  |
| 50                               | 25 декабря 2018 года  | Тайные богатства похитителя интернета                                                                       | Андрей Клишас | Сенатор Совета Федерации                                                                                      | недвижимость                                                                                                  |                      |
| 51                               | 22 января 2019 года   | Вы будете смеяться: мы нашли у него ещё одну виллу в Италии. И Майбах                                       | Владимир Соловьёв | Телеведущий                                                                                                   | автомобиль Maybach                                                                                            | 15                   |
| 51                               | 22 января 2019 года   | Вы будете смеяться: мы нашли у него ещё одну виллу в Италии. И Майбах                                       | Владимир Соловьёв | Телеведущий                                                                                                   | вилла в Италии                                                                                                | 114                  |
| 52                               | 6 февраля 2019 года   | Квартира чиновника за 5 миллиардов рублей                                                                   | Сергей Чемезов | Глава госкорпорации «Ростех»                                                                                  | пентхаус | 5000                 |
| 53                               | 14 марта 2019 года    | Пенсионер из Газпрома                                                                                       | Валерий Голубев | Заместитель Председателя Правления ОАО «Газпром»                                                              | недвижимость                                                                                                  | 3000                 |
| 54                               | 18 апреля 2019 года   | Как купить Бентли? Рассказываем всю схему                                                                   | Леонид Слуцкий | Депутат Государственной думы от ЛДПР                                                                          | |                      |
| 55                               | 24 апреля 2019 года   | Либерал vs. Силовик. Рублёвские дачи министра и генерала                                                    | Антон Силуанов | Министр финансов                                                                                              | дом | 1250                 |
| 56                               | 23 мая 2019 года      | Черепа, пентхаусы, министр культуры и массажист Путина                                                      | Владимир Мединский | Министр культуры                                                                                              | пентхаус | 200                  |
| 57                               | 5 июня 2019 года      | Хочешь получить бесплатную квартиру в центре Москвы? Спроси меня, как                                       | Лариса Гузеева | Телеведущая                                                                                                   | квартира | 150                  |
| 58                               | 1 июля 2019 года      | Тайные богатства главного московского единоросса                                                            | Андрей Метельский | Депутат Мосгордумы от «Единой России»                                                                         | недвижимость                                                                                                  | 5700                 |
| 59                               | 1 августа 2019 года   | Заместительница Собянина украла у москвичей миллиарды. И выборы                                             | Наталья Сергунина | Вице-мэр Москвы                                                                                               | недвижимость                                                                                                  | 6500                 |
| 60                               | 12 августа 2019 года  | Четырёхлетний миллионер. Внук члена ЦИКа Эбзеева                                                            | Борис Эбзеев | Член ЦИК | квартира | 500                  |
| 61                               | 15 августа 2019 года  | Семикомнатный пентхаус председателя Мосгордумы                                                              | Алексей Шапошников | Депутат Мосгордумы от «Единой России»                                                                         | пентхаус | 100                  |
| 62                               | 20 августа 2019 года  | Сын депутата Мосгордумы и его недвижимость на 4,6 миллиарда рублей                                          | Владимир Платонов | Депутат Мосгордумы от «Единой России»                                                                         | недвижимость                                                                                                  | 4600                 |
| 63                               | 20 августа 2019 года  | Мы ему — квартиру за 200 млн. А он нам — дубинки и аресты                                                   | Владимир Регнацкий | Руководитель Департамента противодействия коррупции Москвы                                                    | квартира | 200                  |
| 64                               | 26 августа 2019 года  | Засекреченная дача того, кто вас избивает                                                                   | Александр Горбенко | Заместитель мэра Москвы                                                                                       | дача | 500                  |
| 65                               | 27 августа 2019 года  | Богатенькие детки вице-мэра                                                                                 | Александр Горбенко | Заместитель мэра Москвы                                                                                       | ряд квартир                                                                                                   | 540                  |
| 66                               | 28 августа 2019 года  | Откуда квартира, Беглов?                                                                                    | Александр Беглов | Губернатор Санкт-Петербурга                                                                                   | квартира | 150                  |
| 67                               | 30 августа 2019 года  | Не пустить Навального и Соболь. И разбогатеть                                                               | Николай Булаев | Заместитель председателя ЦИК                                                                                  | три квартиры                                                                                                  | 216                  |
| 68                               | 2 сентября 2019 года  | Помогите прогнать эту сумасшедшую                                                                           | Людмила Стебенкова | Депутат Мосгордумы от «Единой России»                                                                         | квартира | 80                   |
| 69                               | 3 сентября 2019 года  | Воланд из «Единой России»                                                                                   | Степан Орлов | Лидер фракции «Единая Россия» в Мосгордуме                                                                    | две квартиры общей площадью 550 м²                                                                            |                      |
| 70                               | 4 сентября 2019 года  | Кирилл Щитов — депутат-мажор на нашей шее                                                                   | Кирилл Щитов | Депутат Мосгордумы от «Единой России»                                                                         | автомобиль Aston Martin и квартира                                                                            | 117                  |
| 71                               | 5 сентября 2019 года  | Так живёт хозяин России                                                                                     | Пётр Бирюков | Заместитель мэра Москвы                                                                                       | недвижимость                                                                                                  | 5500                 |
| 72                               | 6 сентября 2019 года  | Ещё один миллиард Сергуниной                                                                                | Наталья Сергунина | Заместитель мэра Москвы                                                                                       | земля | 1000                 |
| 73                               | 11 ноября 2019 года   | Тайная жизнь иностранного агента                                                                            | Денис Попов | Прокурор Москвы                                                                                               | имущество в Черногории                                                                                        | 211                  |
| 74                               | 21 ноября 2019 года   | Космические богатства Дмитрия Рогозина                                                                      | Дмитрий Рогозин | Глава Роскосмоса                                                                                              | два дома | 300                  |
| 75                               | 2 декабря 2019 года   | Яхта. Самолёт. Девушка. Запретная любовь за ваш счёт                                                        | Андрей Костин | Глава банка «ВТБ»                                                                                             | самолёт, яхта                                                                                                 | 7722                 |
| 76                               | 4 декабря 2019 года   | Как украли самолёт для жены Медведева                                                                       | Дмитрий Медведев | Премьер-министр РФ                                                                                            | самолёт | 50                   |
| 77                               | 28 января 2020 года   | Засекреченные миллиарды премьера Мишустина                                                                  | Михаил Мишустин | Премьер-министр РФ                                                                                            | имущество | 2820                 |
| 78                               | 24 марта 2020 года    | Крымский мост: украдено с любовью                                                                           | Маргарита Симоньян, Тигран Кеосаян | Телеведущие                                                                                                   | кража | 46                   |
| 79                               | 10 апреля 2020 года   | Таинственный остров Медведева                                                                               | Дмитрий Медведев | Заместитель председателя Совета безопасности, премьер-министр РФ (2012—2020)                                  | остров с недвижимостью                                                                                        | 5000                 |
| 80                               | 29 апреля 2020 года   | Золотой дворец вашего любимого доктора                                                                      | Елена Малышева | Телеведущая                                                                                                   | дом в США | 780                  |
| 81                               | 7 мая 2020 года       | Модный приговор бессовестной чиновнице                                                                      | Анастасия Ракова | Заместитель мэра Москвы                                                                                       | гардероб одежды                                                                                               | 15                   |
| 82                               | 10 июня 2020 года     | Горящие реки и тайное имущество главы Росприроднадзора                                                      | Светлана Радионова | Руководитель Росприроднадзора                                                                                 | имущество | 720                  |
| 83                               | 23 июля 2020 года     | ХАБАРОВСК. Секретные терема того, кто посадил Фургала                                                       | Юрий Трутнев | Полномочный представитель президента России в Дальневосточном федеральном округе                              | дом | 2000                 |
| 84                               | 30 июля 2020 года     | Что Дегтярёв скрывал от Хабаровска                                                                          | Михаил Дегтярёв | Депутат Государственной думы от ЛДПР                                                                          | дом и квартира                                                                                                | 125                  |
| 85                               | 9 сентября 2020 года  | Взятки. Дворцы. Самолёты. За что продали народ Татарстана                                                   | Рустам Миниханов | Президент Татарстана                                                                                          | недвижимость                                                                                                  |                      |
| 86                               | 14 декабря 2020 года  | Дело раскрыто. Я знаю всех, кто пытался меня убить                                                          | Алексей Александров, Иван Осипов, Алексей Кривощёков, Олег Таякин, Константин Кудрявцев, Михаил Швец, Владимир Паняев, Станислав Макшаков                          | Сотрудники ФСБ России                                                                                         | попытка покушения на Навального                                                                               |                      |
| 87                               | 21 декабря 2020 года  | Я позвонил своему убийце. Он во всем признался                                                              | Константин Кудрявцев | Сотрудник ФСБ России                                                                                          | подробности отравления Навального                                                                             |                      |
| 88                               | 19 января 2021 года   | Дворец для Путина. История самой большой взятки                                                             | Владимир Путин | Президент России                                                                                              | дворец, шато, виноградники                                                                                    | 100000               |
| Под брендом «Команды Навального» |                       | | | | |                      |
| 89                               | 28 апреля 2021 года   | Фантастические твари и сколько они получают                                                                 | Антон Красовский, Леся Рябцева, Станислав Яковлев, Максим Кононенко, Константин Придыбайло, Митя Леонтьев, Георгий Бабаян, Виталий Серуканов, Екатерина Винокурова | Сотрудники Russia Today                                                                                       | заработная плата                                                                                              | 47,5 (в год)         |
| 90                               | 31 мая 2021 года      | Взлом ФБК. История одного предательства                                                                     | Фёдор Горожанко | Бывший сотрудник ФБК, политический активист                                                                   | оплата за утечку базы данных участников митинга «Свободу Навальному»                                          | 1,24                 |
| 90                               | 31 мая 2021 года      | Взлом ФБК. История одного предательства                                                                     | Андрей Ярин | Начальник Управления по внутренней политике Администрации президента                                          | утечка базы данных участников митинга «Свободу Навальному»                                                    |                      |
| 90                               | 31 мая 2021 года      | Взлом ФБК. История одного предательства                                                                     | Михаил Дудин | Сотрудник Администрации президента                                                                            | утечка базы данных участников митинга «Свободу Навальному»                                                    |                      |
| 91                               | 6 июля 2021 года      | Кому в России положена бесплатная квартира? История гламурной чиновницы                                     | Зарина Догузова | Руководитель Ростуризма                                                                                       | квартира в Москве (выдана как нуждающейся)                                                                    | 60                   |
| 91                               | 6 июля 2021 года      | Кому в России положена бесплатная квартира? История гламурной чиновницы                                     | Зарина Догузова | Руководитель Ростуризма                                                                                       | гардероб | 30                   |
| 92                               | 22 июля 2021 года     | Володин. Влюбленный в Путина миллиардер                                                                     | Вячеслав Володин | Председатель Государственной думы                                                                             | перелёты в Саратов на Falcon 7X за счёт бюджета                                                               | 75                   |
| 92                               | 22 июля 2021 года     | Володин. Влюбленный в Путина миллиардер                                                                     | Вячеслав Володин | Председатель Государственной думы                                                                             | недвижимость, земля, бизнес, предприятия                                                                      | 5000                 |
| 93                               | 29 июля 2021 года     | Элитная недвижимость гадкой парочки пропагандистов                                                          | Ольга Скабеева, Евгений Попов | Телеведущие                                                                                                   | две квартиры в жилом комплексе, нежилое помещение                                                             | 300                  |
| 94                               | 12 августа 2021 года  | Продал выборы, купил дачу. Как богатеют члены ЦИК                                                           | Николай Булаев | Председатель ЦИК                                                                                              | три квартиры                                                                                                  | 216                  |
| 94                               | 12 августа 2021 года  | Продал выборы, купил дачу. Как богатеют члены ЦИК                                                           | Борис Эбзеев | Член ЦИК | квартира | 500                  |
| 94                               | 12 августа 2021 года  | Продал выборы, купил дачу. Как богатеют члены ЦИК                                                           | Антон Лопатин | Член ЦИК, ответственный за ГАС «Выборы» и ДЭГ                                                                 | контракты на обслуживание ЦИК                                                                                 | 151                  |
| 94                               | 12 августа 2021 года  | Продал выборы, купил дачу. Как богатеют члены ЦИК                                                           | Антон Лопатин | Член ЦИК, ответственный за ГАС «Выборы» и ДЭГ                                                                 | коттедж, квартира                                                                                             | 525                  |
| 95                               | 18 августа 2021 года  | Рогозин предложил расстрелять собственного сына (и себя)                                                    | Дмитрий Рогозин | Глава «Роскосмоса»                                                                                            | квартира, дача                                                                                                | 850                  |
| 95                               | 18 августа 2021 года  | Рогозин предложил расстрелять собственного сына (и себя)                                                    | Алексей Рогозин | Государственный деятель, управленец                                                                           | квартира | 180                  |
| 96                               | 24 августа 2021 года  | Тайная жизнь чешского крота. Разоблачаем путинского губернатора                                             | Александр Евстифеев | Глава Республики Марий Эл                                                                                     | недвижимость в России и Чехии                                                                                 | 1017                 |
| 97                               | 26 августа 2021 года  | Генерал-единоросс похищает людей. И идёт в Госдуму                                                          | Андрей Картаполов | Начальник Главного военно-политического управления ВС РФ                                                      | элитная квартира, доля в оборонном предприятии                                                                | засекречено          |
| 98                               | 2 сентября 2021 года  | Лови миллиардера! Единоросс-ворюга рвётся в Госдуму                                                         | Алексей Гордеев | Заместитель председателя Государственной думы                                                                 | недвижимость                                                                                                  | 1500                 |
| 99                               | 7 сентября 2021 года  | Из содержанок в депутатки. Позорный путь Марии Бутиной                                                      | Мария Бутина | Член Общественной палаты Российской Федерации                                                                 | квартира | 14                   |
| 99                               | 7 сентября 2021 года  | Из содержанок в депутатки. Позорный путь Марии Бутиной                                                      | Олег Валенчук | Депутат Государственной думы                                                                                  | бизнес, СМИ, госконтракты                                                                                     |                      |
| 99                               | 7 сентября 2021 года  | Из содержанок в депутатки. Позорный путь Марии Бутиной                                                      | Рахим Азимов | Депутат Государственной думы                                                                                  | дом на Рублёвке, квартира                                                                                     |                      |
| 100                              | 9 сентября 2021 года  | Она улетела. Итальянская жизнь семьи Терешковой                                                             | Валентина Терешкова | Депутат Государственной думы, член Высшего совета партии «Единая Россия»                                      | квартира в Бергамо                                                                                            | 22                   |
| 101                              | 13 сентября 2021 года | Ворует и молится. Легендарный московский жулик в Госдуме                                                    | Владимир Ресин | Депутат Государственной думы, бывший заместитель мэра Москвы                                                  | часы | 178                  |
| 101                              | 13 сентября 2021 года | Ворует и молится. Легендарный московский жулик в Госдуме                                                    | Владимир Ресин | Депутат Государственной думы, бывший заместитель мэра Москвы                                                  | недвижимость в России и Чехии                                                                                 | 2051                 |
| 102                              | 16 сентября 2021 года | Яхты, взятки и любовница. Что скрывает министр Лавров                                                       | Сергей Лавров | Министр иностранных дел                                                                                       | отпуск на яхте в Турции                                                                                       | 55                   |
| 102                              | 16 сентября 2021 года | Яхты, взятки и любовница. Что скрывает министр Лавров                                                       | Сергей Лавров | Министр иностранных дел                                                                                       | перелёты членов неофициальной семьи на спецборте МИД                                                          |                      |
| 102                              | 16 сентября 2021 года | Яхты, взятки и любовница. Что скрывает министр Лавров                                                       | Светлана Полякова (Лаврова) | Индивидуальный предприниматель, актриса, неофициальная жена Сергея Лаврова                                    | квартиры в России и Лондоне, дом в Подмосковье, элитный автопарк                                              | 1247                 |
| 102                              | 16 сентября 2021 года | Яхты, взятки и любовница. Что скрывает министр Лавров                                                       | Олег Дерипаска | Предприниматель, миллиардер                                                                                   | организация перелётов членов неофициальной семьи Сергея Лаврова                                               |                      |
| 103                              | 2 декабря 2021 года   | Кого спрятал Путин? Раскрываем «гостайны»                                                                   | Олег Таякин, Владимир Богданов, Алексей Александров, Константин Кудрявцев, Станислав Макшаков, Кирилл Васильев                                                     | Сотрудники и оперативники ФСБ, исполнители отравления Навального                                              | засекреченные объекты недвижимости                                                                            |                      |
| 103                              | 2 декабря 2021 года   | Кого спрятал Путин? Раскрываем «гостайны»                                                                   | Ирина Паняева, Александр Паняев | Родители Владимира Паняева — сотрудника Института криминалистики ФСБ                                          | засекреченные объекты недвижимости                                                                            |                      |
| 103                              | 2 декабря 2021 года   | Кого спрятал Путин? Раскрываем «гостайны»                                                                   | Рашид Нургалиев | Министр внутренних дел (2004—2012)                                                                            | засекреченная квартира в центре Москвы                                                                        |                      |
| 103                              | 2 декабря 2021 года   | Кого спрятал Путин? Раскрываем «гостайны»                                                                   | Александр Колокольцев | Сын Министра внутренних дел (с 2012) Владимира Колокольцева                                                   | засекреченная дача в Заречье                                                                                  |                      |
| 103                              | 2 декабря 2021 года   | Кого спрятал Путин? Раскрываем «гостайны»                                                                   | Марианна Ушакова | Дочь заместителя главы ФСБ (2003—2011) Вячеслава Ушакова                                                      | засекреченная квартира                                                                                        | 120                  |
| 103                              | 2 декабря 2021 года   | Кого спрятал Путин? Раскрываем «гостайны»                                                                   | Анастасия Задорина, Юлия Купряжкина, Марина Саушкина, Татьяна Меньщикова                                                                                           | Дети высокопоставленных сотрудников ФСБ                                                                       | засекреченные объекты недвижимости                                                                            |                      |
| 103                              | 2 декабря 2021 года   | Кого спрятал Путин? Раскрываем «гостайны»                                                                   | Виктор Зубков | Председатель совета директоров Газпрома                                                                       | два засекреченных дома                                                                                        |                      |
| 103                              | 2 декабря 2021 года   | Кого спрятал Путин? Раскрываем «гостайны»                                                                   | Андрей Хорев | Советник председателя правления Газпромбанка                                                                  | засекреченная квартира                                                                                        |                      |
| 103                              | 2 декабря 2021 года   | Кого спрятал Путин? Раскрываем «гостайны»                                                                   | Денис Попов | Прокурор Москвы                                                                                               | засекреченная дача на Рублёвке                                                                                |                      |
| 103                              | 2 декабря 2021 года   | Кого спрятал Путин? Раскрываем «гостайны»                                                                   | Зарина Догузова | Руководитель Ростуризма                                                                                       | квартира в Москве (выдана как нуждающейся)                                                                    | 60                   |
| 103                              | 2 декабря 2021 года   | Кого спрятал Путин? Раскрываем «гостайны»                                                                   | Ольга Егорова | Председатель Московского городского суда (2000—2020)                                                          | засекреченная квартира                                                                                        |                      |
| 103                              | 2 декабря 2021 года   | Кого спрятал Путин? Раскрываем «гостайны»                                                                   | Игорь Чайка | Бизнесмен, сын Генерального прокурора (2006—2020) Юрия Чайки                                                  | засекреченные объекты недвижимости                                                                            |                      |
| 103                              | 2 декабря 2021 года   | Кого спрятал Путин? Раскрываем «гостайны»                                                                   | Тимур Токаев, Надежда Токаева | Члены семьи президента Казахстана Касыма-Жомарта Токаева                                                      | засекреченные квартиры в Москве                                                                               |                      |
| 104                              | 22 декабря 2021 года  | Патриот за деньги. «Русский мир» в обмен на Эмираты                                                         | Александр Бородай | Депутат Государственной думы, бывший председатель Совета министров ДНР (2014)                                 | автомобиль Lexus GX 640                                                                                       | 5,6                  |
| 104                              | 22 декабря 2021 года  | Патриот за деньги. «Русский мир» в обмен на Эмираты                                                         | Александр Бородай | Депутат Государственной думы, бывший председатель Совета министров ДНР (2014)                                 | квартира в Москве                                                                                             | 100                  |
| 104                              | 22 декабря 2021 года  | Патриот за деньги. «Русский мир» в обмен на Эмираты                                                         | Александр Бородай | Депутат Государственной думы, бывший председатель Совета министров ДНР (2014)                                 | апартаменты в Дубае                                                                                           | 37                   |
| 105                              | 20 января 2022 года   | Золотое безумие. Реальные фотографии дворца Путина                                                          | Владимир Путин | Президент России                                                                                              | фото интерьеров дворца Путина                                                                                 |                      |
| 106                              | 2 марта 2022 года     | Военная преступница. Итальянская вилла Матвиенко                                                            | Валентина Матвиенко | Председатель Совета Федерации                                                                                 | вилла в Италии                                                                                                | 1200                 |
| 107                              | 21 марта 2022 года    | Секрет Шехерезады. Новая яхта Путина за 75 000 000 000 рублей                                               | Владимир Путин | Президент России                                                                                              | яхта Scheherazade                                                                                             | 75000                |
| 108                              | 12 апреля 2022 года   | Дирижёр путинской войны                                                                                     | Валерий Гергиев | Дирижёр | квартира в Нью-Йорке                                                                                          | 410                  |
| 108                              | 12 апреля 2022 года   | Дирижёр путинской войны                                                                                     | Валерий Гергиев | Дирижёр | различная недвижимость в Италии                                                                               | 9200                 |
| 108                              | 12 апреля 2022 года   | Дирижёр путинской войны                                                                                     | Валерий Гергиев | Дирижёр | квартиры в Санкт-Петербурге и в Москве                                                                        | 1482                 |
| 109                              | 16 июня 2022 года     | Путин. Миллер. Газпром                                                                                      | Алексей Миллер | Председатель правления «Газпром»                                                                              | недвижимость в России                                                                                         | 43000                |
| 110                              | 4 июня 2022 года      | Миллиарды за молчание. Куда пропала Людмила Путина?                                                         | Людмила Путина | Бывшая жена Владимира Путина                                                                                  | Дом Волконского                                                                                               | 10000                |
| 110                              | 4 июня 2022 года      | Миллиарды за молчание. Куда пропала Людмила Путина?                                                         | Артур Очеретный | Текущий муж Людмилы Путиной                                                                                   | вилла в Биаррице                                                                                              | 240                  |
| 110                              | 4 июня 2022 года      | Миллиарды за молчание. Куда пропала Людмила Путина?                                                         | Артур Очеретный | Текущий муж Людмилы Путиной                                                                                   | квартира в Давосе                                                                                             | 263                  |
| 110                              | 4 июня 2022 года      | Миллиарды за молчание. Куда пропала Людмила Путина?                                                         | Артур Очеретный | Текущий муж Людмилы Путиной                                                                                   | две квартиры в Малаге                                                                                         | 130                  |
| 111                              | 6 октября 2022 года   | Миллиарды на больных и бедных. Как ворует Татьяна Голикова                                                  | Татьяна Голикова | Вице-премьер                                                                                                  | многочисленная недвижимость                                                                                   | 50000                |
| 111                              | 6 октября 2022 года   | Миллиарды на больных и бедных. Как ворует Татьяна Голикова                                                  | Виктор Христенко | Президент Делового совета Евразийского экономического союза, муж Татьяны Голиковой                            | гольф-клубы в России и Испании, недвижимость в Европе                                                         | 50000                |
| 111                              | 6 октября 2022 года   | Миллиарды на больных и бедных. Как ворует Татьяна Голикова                                                  | Владимир Христенко | Владелец компании «Нанолек», сын Виктора Христенко                                                            | государственные контракты на поставку вакцин от COVID-19                                                      | 50000                |
| 112                              | 10 октября 2022 года  | Генерал Распил. Как Суровикин зарабатывает на войне                                                         | Сергей Суровикин | Заместитель командующего Объединённой группировкой российских войск на Украине                                | переводы на компанию супруги                                                                                  | 104                  |
| 112                              | 10 октября 2022 года  | Генерал Распил. Как Суровикин зарабатывает на войне                                                         | Сергей Суровикин | Заместитель командующего Объединённой группировкой российских войск на Украине                                | вилла в Подмосковье                                                                                           | 200                  |
| 113                              | 20 декабря 2022 года  | Война и Пир. Гламурная жизнь заместителя министра обороны Тимура Иванова                                    | Тимур Иванов | Заместитель Министра обороны                                                                                  | дача в Успенском                                                                                              | 600                  |
| 113                              | 20 декабря 2022 года  | Война и Пир. Гламурная жизнь заместителя министра обороны Тимура Иванова                                    | Тимур Иванов | Заместитель Министра обороны                                                                                  | усадьба С. Волконской — А. К. фон Мекка на Пречистенке                                                        | 600                  |
| 113                              | 20 декабря 2022 года  | Война и Пир. Гламурная жизнь заместителя министра обороны Тимура Иванова                                    | Тимур Иванов | Заместитель Министра обороны                                                                                  | дача в Панкратово                                                                                             |                      |
| 113                              | 20 декабря 2022 года  | Война и Пир. Гламурная жизнь заместителя министра обороны Тимура Иванова                                    | Светлана Иванова (Маниович, Захарова) | светская львица                                                                                               | выкуп половины квартиры                                                                                       | 90                   |
| 113                              | 20 декабря 2022 года  | Война и Пир. Гламурная жизнь заместителя министра обороны Тимура Иванова                                    | Светлана Иванова (Маниович, Захарова) | светская львица                                                                                               | автомобиль Rolls-Royce Ghost                                                                                  | 17                   |
| 113                              | 20 декабря 2022 года  | Война и Пир. Гламурная жизнь заместителя министра обороны Тимура Иванова                                    | Светлана Иванова (Маниович, Захарова) | светская львица                                                                                               | автомобиль Mercedes-Benz G-класс («Гелендваген»)                                                              | 20                   |
| 114                              | 2 февраля 2023 года   | Секретная жизнь единороссов в Европе                                                                        | Олег Морозов | Депутат Государственной думы от «Единой России», председатель комитета ГД ФС РФ по контролю                   | вилла в Черногории                                                                                            | 23                   |
| 114                              | 2 февраля 2023 года   | Секретная жизнь единороссов в Европе                                                                        | Олег Матвейчев | Депутат Государственной думы от «Единой России»                                                               | доходы от компании «Фонд реализации общественных проектов „Время“»                                            | 285                  |
| 114                              | 2 февраля 2023 года   | Секретная жизнь единороссов в Европе                                                                        | Константин Костин | начальник управления президента России по внутренней политике, координатор экспертного совета «Единой России» | вилла в Тоскане, Италия                                                                                       | 87                   |
| 114                              | 2 февраля 2023 года   | Секретная жизнь единороссов в Европе                                                                        | Константин Костин | начальник управления президента России по внутренней политике, координатор экспертного совета «Единой России» | автомобиль Mercedes-Benz C-класс                                                                              | 3                    |
| 114                              | 2 февраля 2023 года   | Секретная жизнь единороссов в Европе                                                                        | Константин Костин | начальник управления президента России по внутренней политике, координатор экспертного совета «Единой России» | кабриолет Fiat 124 Spider                                                                                     | 2,5                  |
| 115                              | 22 мая 2023 года      | Американский секрет Владимира Соловьева                                                                     | Светлана Абросимова | согласно расследованию — мать двух детей Владимира Соловьёва                                                  | у каждого — типовая вилла в посёлке «Арфа-парк» в Сочи, в Росреестре владельцем значится Российская Федерация | 500                  |
| 115                              | 22 мая 2023 года      | Американский секрет Владимира Соловьева                                                                     | Анна Суровикина | жена генерала Суровикина                                                                                      | у каждого — типовая вилла в посёлке «Арфа-парк» в Сочи, в Росреестре владельцем значится Российская Федерация | 500                  |
| 115                              | 22 мая 2023 года      | Американский секрет Владимира Соловьева                                                                     | Андрей Патрушев | предприниматель, сын Николая Патрушева                                                                        | у каждого — типовая вилла в посёлке «Арфа-парк» в Сочи, в Росреестре владельцем значится Российская Федерация | 500                  |
| 115                              | 22 мая 2023 года      | Американский секрет Владимира Соловьева                                                                     | Сергей Шишин | старший вице-президент Банка ВТБ                                                                              | у каждого — типовая вилла в посёлке «Арфа-парк» в Сочи, в Росреестре владельцем значится Российская Федерация | 500                  |
| 116                              | 17 июля 2023 года     | Исинбаева: испанская жизнь путинской патриотки                                                              | Елена Исинбаева | член МОК | две виллы и квартира на Канарских островах (Испания)                                                          | 300                  |

## Неоднократные фигуранты
Некоторые люди являются фигурантами более чем одного расследования:
- 6 — Дмитрий Песков;
- 4 — Дмитрий Медведев, Игорь Шувалов;
- 3 — Владимир Путин, Сергей Приходько, Леонид Слуцкий, Вячеслав Володин, Константин Кудрявцев;
- 2 — Владимир Якунин, Анатолий Сердюков, Антон Дроздов, Владимир Соловьёв, Александр Горбенко, Наталья Сергунина, Сергей Шойгу, Борис Эбзеев, Николай Булаев, Денис Попов, Дмитрий Рогозин, Зарина Догузова, Алексей Александров, Олег Таякин, Станислав Макшаков, Татьяна Голикова, Виктор Христенко.